# Ízek, imák, szerelmek (film)
Az Ízek, imák, szerelmek (eredeti cím: Eat Pray Love) 2010-ben bemutatott amerikai romantikus filmdráma, melyet Ryan Murphy rendezett. A forgatókönyvet Murphy és Jennifer Salt írta, Elizabeth Gilbert önéletrajzi ihletésű, azonos című regénye alapján. A főbb szerepekben Julia Roberts, James Franco és Javier Bardem látható. A forgatások New Yorkban, Olaszországban, Indiában és Indonéziában zajlottak.
Az Amerikai Egyesült Államokban 2010. augusztus 13-án mutatták be. A 60 millió dolláros költségvetésből készült film világszerte 204,6 millió dollár bevételt ért el.

## Cselekmény
Elizabeth, azaz Liz férjével, Stephennel Balin töltenek egy kis időt. Liz meglátogat egy bölcs öreg gyógyítót, Ketutot. A magánéletéről érdeklődik. A nő tenyeréből Ketut azt olvassa ki, hogy Liz világutazó, két házassága lesz, egy rövid és egy hosszú, de azt nem tudni, hogy a jelenlegi melyik. Azt is mondja neki, hogy rövid időn belül el fogja veszíteni az összes vagyonát, de idővel mindent visszaszerez és visszatér Balira.
Hat hónappal később Elizabeth és férje újra New Yorkban vannak. Liz útikönyveket ír. Azt tervezi, hogy elutazik Arubára, hogy elkészítse következő útikalauzát. Férje bejelenti, hogy ő újból tanulni szeretne. A nő ekkor kezd rádöbbenni, hogy habár minden korábbi vágya teljesült, mégsem boldog az életével. Azon kezd tűnődni, hogy vajon Ketut jövendölései valóra válnak-e és hogy ez lesz-e a rövid házassága. Éjszaka nem tud aludni és életében először Istenhez imádkozik, hogy mutasson neki utat. Az ágyban fekvő férjéhez visszatérve bejelenti, hogy el akar válni.
Egy saját könyvéből készült színi előadáson ismerkedik meg a fiatal és vonzó Daviddel (a filmben James Franco), akivel alig néhány nap elteltével össze is költözik, a fiú lakásában. David bevezeti őt a hindu vallás rejtelmeibe. Liz barátai hívják fel a nő figyelmét, hogy még mindig nem önmaga. Korábban olyan volt, mint Stephen, most pedig olyan, mint David. A fiú sokallni kezdi az együtt töltött időt, zavarja, hogy Liz mindig ott van és sosem lehet egyedül.
Egy veszekedéssel töltött nap után, Elizabeth kiönti lelkét a barátnőjének. Úgy érzi nem él, nem érez semmit. Ekkor dönti el, hogy az elkövetkező egy évet utazással és önmaga keresésével fogja tölteni.
Az első állomása Olaszország. Négy hónapra kibérel egy szobát Rómában. Az első heteket egyedül tölti, majd egy kávézóban megismerkedik a svéd Sofi-val. A lány felajánlja neki, hogy összeismerteti barátjával, aki elkezdi Lizt olaszul tanítani. A Rómában töltött idő alatt étteremről, étteremre járnak, kiélvezik a finom ételek nyújtotta örömöket. Új barátai bevezetik „az édes semmittevés” érzésébe. Giovanni családjánál búcsúvacsorát adnak Liznek.
A következő úti cél India. Itt néhány hónapra beköltözik egy ashramba, egy hindu remetelakba, ahol a zarándokok közmunkáért cserébe ellátásban részesülnek. Liz szeretne megtanulni meditálni, hogy rálelhessen az áhított lelki békére. A meditációhoz szükséges mentális állapotot azonban az elején nem képes elérni, nem tud koncentrálni, mert mindig a jövőjével kapcsolatos kérdéseken gondolkodik. Megismerkedik egy fiatal, indiai lánnyal, akinek szülei szintén az ashramban élnek. A lányt családja férjhez akarja adni egy fiúhoz, akivel még soha nem is találkozott. Tulsi nem akar férjhez menni, inkább pszichológiát szeretne tanulni. Liz újabb ismerősre tesz szert a texasi Richard személyében, akit először tolakodónak és túl nyersnek tart. A férfival egyre közelebb kerülnek egymáshoz és jó barátok lesznek. Richard tanácsainak hatására Liz lassan megbocsátja magának, hogy elhagyta férjét.
Az utolsó hónapokra visszatér Balira és újra felkeresi Ketutot. A férfi először nem ismeri fel Lizt, ezért a nő nagyon csalódott. Végül, mikor Elizabeth megmutatja neki a tőle kapott képet, az idős gyógyítónak minden eszébe jut. Elmeséli neki, hogy jóslatai valóra váltak. Angol-leckékért cserébe az idős jós segít Liznek megtalálni a belső harmóniát. Miközben a nő hazafelé tart egy férfi elsodorja őt az autójával. Liz lába megsérül, ezért felkeres egy falubeli hölgyet, aki népi gyógymódokat alkalmaz. A nő egyik barátnője meghívja Lizt egy esti, tengerparti mulatságba. A buliban feltűnik az őt elgázoló férfi. Felipe (a filmben Javier Bardem) először nem kelti fel Liz érdeklődését, de mikor az átmulatott éjszaka után az hazaviszi őt, majd később egy kijózanító gyógy-koktéllal látogatja meg felajánlja, hogy idegenvezetőként szívesen megismerteti vele a környéket. Szerelem alakul köztük, ami hosszú időn keresztül csak plátói marad. Mindketten túl vannak nagy csalódásokon és nem könnyen nyitják meg magukat egymás előtt. Szerelmük végül beteljesül. Csodás heteket töltenek el együtt, amíg Felipe el nem mondja Liznek, hogy a nő hazatérése után is szeretné folytatni a kapcsolatukat. Elizabeth ekkor bepánikol, mert újra úgy érzi, hogy most, mikor végre jó úton halad, hogy megtalálja önmagát, újból feladja valaki más miatt. Végül rádöbben, attól, hogy teljes mértékben átadja magát a szerelemnek, önmagát nem veszti el és visszamegy a férfihoz.

## Szereplők
| Szerep                     | Színész                  | Magyar hang  |
| -------------------------- | ------------------------ | ------------ |
| Elizabeth Gilbert          | Julia Roberts            | Tóth Enikő   |
| Felipe                     | Javier Bardem            | Fekete Ernő  |
| David Piccolo              | James Franco             | Simon Kornél |
| Richard Texasból           | Richard Jenkins          | Blaskó Péter |
| Delia Shiraz               | Viola Davis              |              |
| Stephen                    | Billy Crudup             | Széles Tamás |
| Ketut Liyer                | Hadi Subiyanto           |              |
| Andy Shiraz                | Mike O’Malley            |              |
| Sofi                       | Tuva Novotny             |              |
| Giovanni                   | Luca Argentero           |              |
| Corella                    | Sophie Thompson          |              |
| Tulsi                      | Rushita Singh            |              |
| Wayan Nuriasih             | Christine Hakim          |              |
| Armenia                    | Arlene Tur               |              |
| Guru                       | Gita Reddy               |              |
| Indus étterem tulajdonosai | Laksmi De-Neefe Suardana |              |
| Indus étterem tulajdonosai | Dewi De-Neefe Suardana   |              |

## A film készítése
A filmet 2009 augusztusában kezdték el forgatni New Yorkban, Rómában, Pataudi-ban és Bali szigetén.
A hindu vallási vezetők nemtetszésének adtak hangot a gyártás megkezdésekor és kérték a készítőket, hogy tanácsokkal láthassák el őket, annak érdekében, hogy a film hitelesen adhassa vissza az ashrambeli életet és szokásokat.

## Marketing
Abban a reményben, hogy a film sikeres lesz, megjelenésével egy időben a marketingesek Ízek, imák, szerelmek témájú ékszereket, teákat, parfümöket, fagylalt gépeket, imagyöngyöket és még sok, ehhez hasonló tárgyat dobtak piacra.[forrás?]

## Fogadtatás
A film 60 millió dollárból készült. A nyitó hétvégén 23 millió dollár bevételt hozott. Az összbevétel jelenleg 204,6 millió dollár lett.
A filmet a szakértők  negatív kritikákkal illették. A nagyközönség előtt is a vártnál kisebb sikert aratott.